# Thomas Howard (3e vicomte Howard de Bindon)
Pour les articles homonymes, voir Thomas Howard.
Thomas Howard, 3e vicomte Howard de Bindon (mort en 1611) est un pair et homme politique anglais. 

## Biographie
Il est chevalier de la Jarretière, Lord-lieutenant du Dorset du 25 avril 1601 au 1er mars 1611, Custos Rotulorum du Dorset avant 1605-1611 et vice-amiral du Dorset 1603-1611. Il est le fils de Thomas Howard, 1er vicomte Howard de Bindon, plus jeune fils de Thomas Howard (3e duc de Norfolk). Il accède à la vicomté en 1590, à la mort sans enfant de son frère aîné, Henri. Le titre s'est éteint lorsqu'il est mort en 1611 sans enfants mâles.
Le vicomte Bindon construit le château de Lulworth. En 1607, il décrit le bâtiment comme une conception de son propre esprit et écrit à Robert Cecil (1er comte de Salisbury), reconnaissant son rôle dans les origines de la conception.